# 第65師団 (日本軍)
第65師団（だいろくじゅうごしだん）は、大日本帝国陸軍の師団の一つ。

## 沿革
1943年5月、独立混成第13旅団と名古屋師管で編成された諸部隊により安徽省廬州で編成された治安師団である。第13軍に属し廬州方面の警備に当たった。同年9月、第17師団が徐州から南方に転用され、第65師団が廬州に加えて徐州の警備を担当し、同地で終戦を迎えた。

## 師団概要

### 歴代師団長
- 太田米雄 中将：1943年（昭和18年）6月10日 - 1944年8月22日[1]
- 坂口静夫 中将：1944年（昭和19年）8月22日 - 1945年3月1日[2]
- 森茂樹 中将：1945年（昭和20年）3月1日 - 終戦[3]

### 参謀長
- 大槻章 中佐：1943年（昭和18年）6月10日 - 1944年12月30日[4]
- 折田貞重 大佐：1944年（昭和19年）12月30日 - 終戦[5]

### 最終司令部構成
- 参謀長：折田貞重大佐
  - 参謀：市川正中佐
- 高級副官：東義一少佐

### 最終所属部隊
- 歩兵第71旅団（名古屋）：大田熊太郎少将
  - 独立歩兵第56大隊：岡田功大尉
  - 独立歩兵第57大隊：星野輝夫大尉
  - 独立歩兵第58大隊：越本寿雄少佐
  - 独立歩兵第59大隊：村島英夫大尉
- 歩兵第72旅団（名古屋）：原田憲義少将
  - 独立歩兵第60大隊：南波留八少佐
  - 独立歩兵第134大隊：藤本仁一大尉
  - 独立歩兵第135大隊：高橋剛大尉
  - 独立歩兵第136大隊：瀧本信愛少佐
- 第65師団砲兵隊：花谷甫大尉
- 第65師団通信隊：前原正雄少佐
- 第65師団工兵隊：柿本早苗少佐
- 第65師団輜重隊：久垣広文大尉
- 第65師団第1野戦病院：進藤剛少佐
- 第65師団第2野戦病院：岩本正道少佐
- 第65師団病馬廠：太田代達夫大尉